# Sport-Club Paderborn 07 2016-2017
Questa voce raccoglie le informazioni riguardanti lo Sport-Club Paderborn 07 nelle competizioni ufficiali della stagione 2016-2017.

## Stagione
Nella stagione 2016-2017 il Paderborn, allenato da René Müller, Florian Fulland, Stefan Emmerling e Steffen Baumgart, concluse il campionato di 3. Liga al 18º posto. In Coppa di Germania il Paderborn fu eliminato al primo turno dal Sandhausen.

## Rosa
| N. |                        | Ruolo | Calciatore          |
| -- | ---------------------- | ----- | ------------------- |
| 1  | Germania (bandiera)    | P     | Lukas Kruse         |
| 2  | Germania (bandiera)    | D     | Lukas Boeder        |
| 3  | Germania (bandiera)    | D     | Florian Ruck        |
| 4  | Germania (bandiera)    | D     | Tim Sebastian       |
| 5  | Germania (bandiera)    | D     | Christian Strohdiek |
| 8  | Germania (bandiera)    | C     | Marc-André Kruska   |
| 9  | Paesi Bassi (bandiera) | A     | Koen van der Biezen |
| 12 | Germania (bandiera)    | D     | Felix Herzenbruch   |
| 13 | Germania (bandiera)    | D     | Sebastian Schonlau  |
| 14 | Germania (bandiera)    | D     | Thomas Bertels      |
| 16 | Germania (bandiera)    | C     | Christian Bickel    |
| 17 | Slovenia (bandiera)    | A     | Zlatko Dedič        |
| 18 | Germania (bandiera)    | A     | Tim Mannek          |
| 19 | Germania (bandiera)    | C     | Marc Vucinovic      |
| 20 | Germania (bandiera)    | D     | Pascal Itter        |

| N. |                      | Ruolo | Calciatore          |
| -- | -------------------- | ----- | ------------------- |
| 21 | Germania (bandiera)  | C     | Semir Šarić         |
| 22 | Germania (bandiera)  | A     | Sven Michel         |
| 23 | Germania (bandiera)  | C     | Robin Krauße        |
| 25 | Germania (bandiera)  | C     | Aykut Soyak         |
| 26 | Germania (bandiera)  | C     | Ron Schallenberg    |
| 27 | Polonia (bandiera)   | C     | Marcus Piossek      |
| 28 | Turchia (bandiera)   | A     | Sergio Gucciardo    |
| 29 | Germania (bandiera)  | D     | Sebastian Heidinger |
| 31 | Germania (bandiera)  | A     | Ben Zolinski        |
| 32 | Germania (bandiera)  | D     | Jan-Steven Erisa    |
| 33 | Finlandia (bandiera) | A     | Roope Riski         |
| 34 | Germania (bandiera)  | P     | Michael Ratajczak   |
| 35 | Germania (bandiera)  | P     | Jonas Brammen       |
| 36 | Kosovo (bandiera)    | C     | Dardan Karimani     |
| 39 | Germania (bandiera)  | C     | Nils Köhler         |

## Organigramma societario
Area tecnica
- Allenatore: Steffen Baumgart
- Allenatore in seconda: Asif Šarić, Daniel Scherning
- Preparatore dei portieri: Nico Burchert
- Preparatori atletici:

## Calciomercato

### Sessione estiva
| Acquisti | Acquisti            | Acquisti           | Acquisti |
| R.       | Nome                | da                 | Modalità |
| -------- | ------------------- | ------------------ | -------- |
| C        | Marcus Piossek      | Kaiserslautern     |          |
| P        | Till Brinkmann      | Paderborn II       |          |
| C        | Nikolaos Dobros     | Kickers Offenbach  |          |
| D        | Jan-Steven Erisa    | Paderborn U19      |          |
| D        | Felix Herzenbruch   | RW Oberhausen      |          |
| D        | Pascal Itter        | Grödig             |          |
| C        | Marc-André Kruska   | FSV Francoforte    |          |
| A        | Tim Mannek          | Paderborn U19      |          |
| C        | Dino Međedović      | Wolfsburg II       |          |
| A        | Sven Michel         | Energie Cottbus    |          |
| C        | Semir Šarić         | Paderborn U19      |          |
| D        | Christian Strohdiek | Fortuna Düsseldorf |          |
| A        | Koen van der Biezen | Arminia Bielefeld  |          |
| D        | Ben Zolinski        | Neustrelitz        |          |

| Cessioni | Cessioni               | Cessioni          | Cessioni |
| R.       | Nome                   | a                 | Modalità |
| -------- | ---------------------- | ----------------- | -------- |
| A        | Marc Brašnić           | Fortuna Colonia   |          |
| C        | Marvin Bakalorz        | Hannover 96       |          |
| D        | Florian Hartherz       | Arminia Bielefeld |          |
| D        | Michael Heinloth       | N.E.C.            |          |
| A        | Nicklas Helenius       | Aalborg           |          |
| P        | Daniel Heuer Fernandes | Darmstadt         |          |
| D        | Niklas Hoheneder       | Holstein Kiel     |          |
| D        | Khaled Narey           | Greuther Fürth    |          |
| C        | Marcel Ndjeng          | Atlético Baleares |          |
| C        | Idir Ouali             | Kortrijk          |          |
| D        | Rafa                   | Real Valladolid   |          |
| C        | Kevin Stöger           | Bochum            |          |
| C        | Moritz Stoppelkamp     | Karlsruhe         |          |
| A        | Jakub Sylvestr         | Norimberga        |          |
| D        | Hauke Wahl             | Ingolstadt 04     |          |
| C        | Dominik Wydra          | Bochum            |          |

### Sessione invernale
| Acquisti | Acquisti          | Acquisti         | Acquisti |
| R.       | Nome              | da               | Modalità |
| -------- | ----------------- | ---------------- | -------- |
| D        | Lukas Boeder      | Bayer Leverkusen |          |
| P        | Michael Ratajczak | Sconosciuta      |          |
| A        | Roope Riski       | SJK Seinäjoki    |          |

| Cessioni | Cessioni        | Cessioni          | Cessioni |
| R.       | Nome            | a                 | Modalità |
| -------- | --------------- | ----------------- | -------- |
| P        | Till Brinkmann  | Eintracht Treviri |          |
| C        | Nikolaos Dobros | Elversberg        |          |
| C        | Dino Međedović  | Škendija          |          |

## Risultati

### 3. Liga

#### Girone di andata
| Arbitro: | Dingert |

|            |           |  |
| Janjić 56’ | Marcatori |  |

| Arbitro: | Badstübner |

|                                           |           |               |
| van der Biezen 6’ Schonlau 41’ Bickel 57’ | Marcatori | 15’ Lohkemper |

| Arbitro: | Willenborg |

|                           |           |  |
| Beck 26’, 33’, 87’ (rig.) | Marcatori |  |

| Arbitro: | Winkmann |

|                    |           |                         |
| van der Biezen 60’ | Marcatori | 90’ Rehfeldt 90’ Kazior |

| Arbitro: | Sather |

|                     |           |                          |
| Ruprecht 74’ (rig.) | Marcatori | 28’ Strohdiek 89’ Michel |

| Arbitro: | Schröder |

|              |           |                                     |
| Zolinski 53’ | Marcatori | 44’ Lewerenz 51’ Drexler 63’ Fetsch |

| Arbitro: | Schult |

|           |           |                            |
| Vocaj 83’ | Marcatori | 23’ Bickel 41’, 78’ Michel |

| Arbitro: | Skorczyk |

|                                             |           |                          |
| Conrad 47’ (aut.) Dedič 48’, 56’ Michel 68’ | Marcatori | 42’ Hansch 59’ Danneberg |

| Arbitro: | Fritz |

|                              |           |  |
| Grüttner 23’ George 34’, 45’ | Marcatori |  |

| Arbitro: | Winter |

|  |           |                                         |
|  | Marcatori | 62’ Wannenwetsch 80’ Erdmann 90’ Ziemer |

| Arbitro: | Heft |

|                          |           |                             |
| Sohm 19’ Osei-Kwadwo 66’ | Marcatori | 31’, 58’ Dedič 64’ Zolinski |

| Paderborn 22 ottobre 2016, ore 14:00 CEST 12ª giornata | Paderborn | 0 – 0 referto | Hallescher | Benteler-Arena (4 647 spett.)\| Arbitro: \| Hussein \| |
| Arbitro:                                               | Hussein   |               |            |                                                        |

| Arbitro: | Dankert |

|                                        |           |  |
| Schleusener 18’ Ornatelli 30’ Bahn 80’ | Marcatori |  |

| Paderborn 5 novembre 2016, ore 14:00 CET 14ª giornata | Paderborn | 0 – 0 referto | Aalen | Benteler-Arena (3 526 spett.)\| Arbitro: \| Schütz \| |
| Arbitro:                                              | Schütz    |               |       |                                                       |

| Arbitro: | Cortus |

|                                                          |           |  |
| Freiberger 6’, 29’ Dej 31’, 51’ (rig.) Rosinger 82’, 90’ | Marcatori |  |

| Arbitro: | Müller |

|           |           |             |
| Dedič 86’ | Marcatori | 19’ Dahmani |

| Arbitro: | Schwermer |

|                                    |           |  |
| König 7’ Könnecke 53’ Nietfeld 73’ | Marcatori |  |

| Arbitro: | Stieler |

|  |           |           |
|  | Marcatori | 71’ Dedič |

| Arbitro: | Günsch |

|                                    |           |            |
| Sebastian 16’ Dedič 25’ Michel 30’ | Marcatori | 50’ Wriedt |

#### Girone di ritorno
| Arbitro: | Schütz |

|  |           |           |
|  | Marcatori | 49’ Engin |

| Arbitro: | Bacher |

|  |           |            |
|  | Marcatori | 83’ Kruska |

| Arbitro: | Osmers |

|                 |           |            |
| Beck 21’ (aut.) | Marcatori | 17’ Chahed |

| Arbitro: | Müller |

|               |           |  |
| Eggestein 39’ | Marcatori |  |

| Arbitro: | Osmanagic |

|  |           |               |
|  | Marcatori | 86’ Schäffler |

| Arbitro: | Reichel |

|                    |           |             |
| Schindler 16’, 50’ | Marcatori | 7’ Zolinski |

| Arbitro: | Bläser |

|  |           |              |
|  | Marcatori | 53’ Bergmann |

| Arbitro: | Mix |

|                      |           |             |
| Mast 21’ Türpitz 54’ | Marcatori | 67’ Piossek |

| Arbitro: | Willenborg |

|  |           |                    |
|  | Marcatori | 70’ Lais 85’ Pusch |

| Arbitro: | Lossius |

|           |           |               |
| Grupe 15’ | Marcatori | 26’ Heidinger |

| Arbitro: | Kempter |

|             |           |                              |
| Zolinski 3’ | Marcatori | 20’ (rig.), 41’ (rig.) Röser |

| Arbitro: | Zorn |

|                |           |          |
| Baumgärtel 30’ | Marcatori | 7’ Soyak |

| Arbitro: | Osmanagic |

|                            |           |  |
| Riski 45’ Piossek 64’, 76’ | Marcatori |  |

| Arbitro: | Schult |

|                                          |           |  |
| Menig 45’ Wegkamp 58’, 67’ Deichmann 90’ | Marcatori |  |

| Arbitro: | Schröder |

|                                            |           |            |
| Zolinski 7’ Sebastian 72’ (rig.) Soyak 82’ | Marcatori | 67’ Nauber |

| Arbitro: | Schlager |

|  |           |           |
|  | Marcatori | 89’ Soyak |

| Arbitro: | Aarnink |

|                    |           |           |
| van der Biezen 79’ | Marcatori | 50’ König |

| Arbitro: | Günsch |

|                   |           |  |
| van der Biezen 2’ | Marcatori |  |

| Osnabrück 20 maggio 2017, ore 13:30 CEST 38ª giornata | Osnabrück | 0 – 0 referto | Paderborn | Stadion an der Bremer Brücke (9 971 spett.)\| Arbitro: \| Kempkes \| |
| Arbitro:                                              | Kempkes   |               |           |                                                                      |

### Coppa di Germania
| Arbitro: | Petersen |

|            |           |                                   |
| Michel 50’ | Marcatori | 18’ (rig.) Sukuta-Pasu 90’ Kister |

## Statistiche

### Statistiche di squadra
| Competizione      | Punti | In casa | In casa | In casa | In casa | In casa | In casa | In trasferta | In trasferta | In trasferta | In trasferta | In trasferta | In trasferta | Totale | Totale | Totale | Totale | Totale | Totale | DR  |
| Competizione      | Punti | G       | V       | N       | P       | Gf      | Gs      | G            | V            | N            | P            | Gf           | Gs           | G      | V      | N      | P      | Gf     | Gs     | DR  |
| ----------------- | ----- | ------- | ------- | ------- | ------- | ------- | ------- | ------------ | ------------ | ------------ | ------------ | ------------ | ------------ | ------ | ------ | ------ | ------ | ------ | ------ | --- |
| 3. Liga           | 44    | 19      | 6       | 5       | 8       | 23      | 23      | 19           | 6            | 3            | 10           | 15           | 34           | 38     | 12     | 8      | 18     | 38     | 57     | -19 |
| Coppa di Germania | -     | 1       | 0       | 0       | 1       | 1       | 2       | 0            | 0            | 0            | 0            | 0            | 0            | 1      | 0      | 0      | 1      | 1      | 2      | -1  |
| Totale            | 44    | 20      | 6       | 5       | 9       | 24      | 25      | 19           | 6            | 3            | 10           | 15           | 34           | 39     | 12     | 8      | 19     | 39     | 59     | -20 |

### Andamento in campionato
| Giornata  | 1  | 2 | 3  | 4  | 5  | 6  | 7  | 8 | 9  | 10 | 11 | 12 | 13 | 14 | 15 | 16 | 17 | 18 | 19 | 20 | 21 | 22 | 23 | 24 | 25 | 26 | 27 | 28 | 29 | 30 | 31 | 32 | 33 | 34 | 35 | 36 | 37 | 38 |
| --------- | -- | - | -- | -- | -- | -- | -- | - | -- | -- | -- | -- | -- | -- | -- | -- | -- | -- | -- | -- | -- | -- | -- | -- | -- | -- | -- | -- | -- | -- | -- | -- | -- | -- | -- | -- | -- | -- |
| Luogo     | T  | C | T  | C  | T  | C  | T  | C | T  | C  | T  | C  | T  | C  | T  | C  | T  | T  | C  | C  | T  | C  | T  | C  | T  | C  | T  | C  | T  | C  | T  | C  | T  | C  | T  | C  | C  | T  |
| Risultato | P  | V | P  | P  | V  | P  | V  | V | P  | P  | V  | N  | P  | N  | P  | N  | P  | V  | V  | P  | V  | N  | P  | P  | P  | P  | P  | P  | N  | P  | N  | V  | P  | V  | V  | N  | V  | N  |
| Posizione | 13 | 7 | 14 | 15 | 12 | 13 | 12 | 7 | 13 | 14 | 14 | 12 | 14 | 14 | 15 | 16 | 16 | 15 | 12 | 13 | 12 | 12 | 13 | 15 | 17 | 18 | 18 | 18 | 18 | 18 | 18 | 18 | 18 | 18 | 17 | 17 | 17 | 18 |

Legenda:

Luogo: C = Casa; T = Trasferta. Risultato: V = Vittoria; N = Pareggio; P = Sconfitta.

### Statistiche dei giocatori
| Giocatore         | 3. Liga  | 3. Liga | 3. Liga     | 3. Liga    | Coppa di Germania | Coppa di Germania | Coppa di Germania | Coppa di Germania | Totale   | Totale | Totale      | Totale     |
| Giocatore         | Presenze | Reti    | Ammonizioni | Espulsioni | Presenze          | Reti              | Ammonizioni       | Espulsioni        | Presenze | Reti   | Ammonizioni | Espulsioni |
| ----------------- | -------- | ------- | ----------- | ---------- | ----------------- | ----------------- | ----------------- | ----------------- | -------- | ------ | ----------- | ---------- |
| T. Bertels        | 29       | 0       | 10          | 0          | 1                 | 0                 | 0                 | 0                 | 30       | 0      | 10          | 0          |
| C. Bickel         | 26       | 2       | 6           | 0          | 0                 | 0                 | 0                 | 0                 | 26       | 2      | 6           | 0          |
| L. Boeder         | 11       | 0       | 1           | 0          | 0                 | 0                 | 0                 | 0                 | 11       | 0      | 1           | 0          |
| J. Brammen        | 1        | 0       | 0           | 0          | 0                 | 0                 | 0                 | 0                 | 1        | 0      | 0           | 0          |
| T. Brinkmann      | 1        | 0       | 0           | 0          | 0                 | 0                 | 0                 | 0                 | 1        | 0      | 0           | 0          |
| N. Burchert       | 0        | 0       | 0           | 0          | 0                 | 0                 | 0                 | 0                 | 0        | 0      | 0           | 0          |
| Z. Dedič          | 31       | 7       | 3           | 0          | 0                 | 0                 | 0                 | 0                 | 31       | 7      | 3           | 0          |
| N. Dobros         | 5        | 0       | 1           | 1          | 0                 | 0                 | 0                 | 0                 | 5        | 0      | 1           | 1          |
| J. Erisa          | 0        | 0       | 0           | 0          | 0                 | 0                 | 0                 | 0                 | 0        | 0      | 0           | 0          |
| S. Gucciardo      | 3        | 0       | 1           | 0          | 0                 | 0                 | 0                 | 0                 | 3        | 0      | 1           | 0          |
| S. Heidinger      | 16       | 1       | 2           | 0          | 0                 | 0                 | 0                 | 0                 | 16       | 1      | 2           | 0          |
| F. Herzenbruch    | 14       | 0       | 3           | 0          | 1                 | 0                 | 0                 | 0                 | 15       | 0      | 3           | 0          |
| P. Itter          | 12       | 0       | 3           | 0          | 0                 | 0                 | 0                 | 0                 | 12       | 0      | 3           | 0          |
| D. Karimani       | 1        | 0       | 0           | 0          | 0                 | 0                 | 0                 | 0                 | 1        | 0      | 0           | 0          |
| R. Krauße         | 34       | 0       | 9           | 0          | 1                 | 0                 | 1                 | 0                 | 35       | 0      | 10          | 0          |
| L. Kruse          | 36       | 0       | 2           | 0          | 1                 | 0                 | 0                 | 0                 | 37       | 0      | 2           | 0          |
| M. Kruska         | 27       | 1       | 8           | 0          | 1                 | 0                 | 1                 | 0                 | 28       | 1      | 9           | 0          |
| N. Köhler         | 0        | 0       | 0           | 0          | 0                 | 0                 | 0                 | 0                 | 0        | 0      | 0           | 0          |
| T. Mannek         | 6        | 0       | 0           | 0          | 1                 | 0                 | 0                 | 0                 | 7        | 0      | 0           | 0          |
| D. Međedović      | 6        | 0       | 0           | 0          | 1                 | 0                 | 0                 | 0                 | 7        | 0      | 0           | 0          |
| S. Michel         | 26       | 5       | 3           | 1          | 1                 | 1                 | 0                 | 0                 | 27       | 6      | 3           | 1          |
| M. Piossek        | 30       | 3       | 8           | 0          | 0                 | 0                 | 0                 | 0                 | 30       | 3      | 8           | 0          |
| M. Ratajczak      | 2        | 0       | 0           | 1          | 0                 | 0                 | 0                 | 0                 | 2        | 0      | 0           | 1          |
| R. Riski          | 10       | 1       | 1           | 1          | 0                 | 0                 | 0                 | 0                 | 10       | 1      | 1           | 1          |
| F. Ruck           | 9        | 0       | 3           | 0          | 0                 | 0                 | 0                 | 0                 | 9        | 0      | 3           | 0          |
| R. Schallenberg   | 0        | 0       | 0           | 0          | 0                 | 0                 | 0                 | 0                 | 0        | 0      | 0           | 0          |
| S. Schonlau       | 30       | 1       | 7           | 0          | 1                 | 0                 | 0                 | 0                 | 31       | 1      | 7           | 0          |
| T. Sebastian      | 29       | 2       | 4           | 1          | 1                 | 0                 | 0                 | 0                 | 30       | 2      | 4           | 1          |
| A. Soyak          | 9        | 3       | 0           | 0          | 0                 | 0                 | 0                 | 0                 | 9        | 3      | 0           | 0          |
| C. Strohdiek      | 33       | 1       | 8           | 0          | 1                 | 0                 | 1                 | 0                 | 34       | 1      | 9           | 0          |
| M. Vucinovic      | 28       | 0       | 5           | 0          | 1                 | 0                 | 0                 | 0                 | 29       | 0      | 5           | 0          |
| B. Zolinski       | 31       | 5       | 12          | 0          | 1                 | 0                 | 0                 | 0                 | 32       | 5      | 12          | 0          |
| K. van der Biezen | 31       | 4       | 4           | 0          | 1                 | 0                 | 0                 | 0                 | 32       | 4      | 4           | 0          |
| S. Šarić          | 0        | 0       | 0           | 0          | 0                 | 0                 | 0                 | 0                 | 0        | 0      | 0           | 0          |